# Gentiana perpusilla
Gentiana perpusilla är en gentianaväxtart som beskrevs av T. S. Brandegee. Gentiana perpusilla ingår i släktet gentianor, och familjen gentianaväxter. Inga underarter finns listade i Catalogue of Life.